# El Zape
El Zape es un poblado en los cerros del municipio de Guanaceví, en el estado de Durango, en del norte México. Durante el año 2010 había 139 casas habitadas por 433 residentes. El código postal de El Zape es 35425. Está localizado en el lado oriental de la Sierra Madre Occidental, en una altitud de 1960 m (6430 ft). La región de El Zape fue habitada originalmente por personas thepehuan.
En la primera década de los años 1500 los españoles descubrieron la existencia de plata en Guanaceví, apresurando los asentimientos poblacionales en la región. En 1596 el sacerdote católico Jeronimo Ramirez visitó el poblamiento de El Zape. En 1597,  construyó la misión de San Ignacio de El Zape. Más tarde, en 1604 el sacerdote católico Juan Fonte fundó oficialmente la ciudad de El Zape. Las condiciones en las cuales las personas indígenas vivían bajo la normativa colonial los llevó a crear una revuelta en 1616, atacando los asentamientos españoles en un evento que es conocido como la Revuelta de Thepehuan. Durante aquella rebelión, El Zape era el sitio de una masacre que dejó a 19 españoles y 60 esclavos africanos muertos.